# Дубнівський житловий район (Луцьк)
Дубнівський  — південно-східний житловий район Луцька. Межує з Центральним районом.

## Історія
У XIX столітті в цій місцевості існував хутір Бівуаки. В другій половині століття тут розпочали орендувати землю колоністи з Німеччини. В 1915 році через територію хутора проклали залізничну колію, що дало поштовх до розбудови цієї місцевості і поступового злиття із міською частиною Луцька.
В 1960-х роках розпочалась інтенсивна промислова і житлова забудова вздовж Дубнівської дороги.